# 探偵倶楽部
『探偵倶楽部』（たんていくらぶ）は、東野圭吾による日本の短編推理小説集。およびそれを原作としたテレビドラマ。
1990年5月に祥伝社ノン・ノベルから『依頼人の娘』（いらいにんのむすめ）のタイトルで刊行された後、1996年6月文庫化に当たり『探偵倶楽部』に改題された。2005年10月には角川文庫から再版された。
VIP専用の会員制調査機関が、事件を迅速かつ冷静に解決に導いていく。作中では、日本人離れした彫りの深い顔立ちをした30代半ばの男と、男の助手を務める美人の部類に入る20代後半と思しき女がの2名が活躍するが、最後までこの2人の正体は明かされない。会員であるオーナーたちから探偵倶楽部という愛称で呼ばれている。
秋田書店の『サスペリアミステリー』で「探偵の使い方」以外の作品が漫画化されている。

## 各話あらすじ

### 偽装の夜
大手スーパーマーケットの社長・正木藤次郎の喜寿を祝うパーティーが開かれた。パーティーが盛り上がる中、離婚を迫られていた藤次郎の2番目の妻がサインした離婚届を持って現れる。白けた雰囲気を取り戻そうと、藤次郎はパーティーを中座する。
その後、藤次郎を呼びに行った秘書・成田、藤次郎と結婚し3番目の妻となる予定の江里子、娘婿で副社長の高明が藤次郎の首吊り遺体を発見する。
せめて保険金だけでも手に入れたい江里子、家の体面を守り、遺産と会社の実権を手に入れたい高明、実は藤次郎の自然死を江里子と画策していた成田。三者三様の事情により、藤次郎の死を偽装しようということで意見がまとまるが、事態は思わぬ展開を見せる。

### 罠の中
大手不動産会社社長・山上孝三が自宅風呂場で感電死した。電気コードを用いた家政婦の計画的犯行と処理されるが、孝三の妻・道代は夫の入浴の手順がいつもと違っていたことに疑問を感じ、探偵倶楽部に調査を命じた。

### 依頼人の娘
父、的場陽助の娘、美幸が高校のテニス部の練習から帰ってくると、制服警官が2人いて、2階には母の死体があった。事件以来、皆の様子がおかしいと思った美幸は、陽助のアドレス・ノートから見つけた、探偵倶楽部に調査を命じた。

### 探偵の使い方
阿部芙美子は夫、佐智男の浮気を疑い、探偵倶楽部に調査を命じた。
芙美子は調査途中で見せられた佐智男と一緒に写る写真の女性を見ると、慌てたように首を振り、調査を打ち切るよう探偵倶楽部に申し出た。
一週間後、佐智男は伊豆のホテルで不審死を遂げる。

### 薔薇とナイフ
社会的立場のある和英大学教授、大原泰三は娘の由理子が妊娠していると知る。子供の父親は大学研究室の人間と見当づけるが由理子は誰かとも言わず、未婚なのにも関わらず、中絶するつもりもないという。
泰三は由理子の相手が誰なのか突き止めるため、探偵倶楽部に調査を命じた。

## 書籍情報
- ノベルズ：『依頼人の娘』、1990年5月発行、ノン・ノベル、ISBN 4-396-20319-5
- 文庫本：『探偵倶楽部』、1996年6月発行[1]、ノン・ポシェット、ISBN 978-4-396-32504-6
- 文庫本：『探偵倶楽部』、2005年10月25日発売[2]、角川文庫、ISBN 978-4-04-371802-3

## テレビドラマ（テレビ東京）
2003年11月26日にテレビ東京系列「水曜ミステリー9」枠で放送された伊東四朗・主演の「多摩南署たたき上げ刑事・近松丙吉」シリーズ第3作が「依頼人の娘」を原作としている。

## テレビドラマ（フジテレビ）
2010年10月22日に「金曜プレステージ」枠で、「東野圭吾ドラマスペシャル」と銘打って放送された。視聴率12.2%。

### キャスト
- 二階堂匠 - 谷原章介
- 漆原こずえ - 松下奈緒
- 成田真一 - 葛山信吾
- 島津江里子 - 伊藤裕子
- 正木友弘 - 鈴木亮平
- 草野麻子 - 宮地真緒
- 黒川みちる - 矢沢心
- 山口（財務大臣） - 中丸新将
- 飯島徳子 - 山口美也子
- 正木藤次郎 - 黒部進
- 正木高明 - 升毅
- 正木涼子 - 床嶋佳子
- 正木文江 - 田島令子
- 漆原こずえのアパートの大家 - 田口主将
- こずえを追う借金とり - 加賀谷圭、将宗史朗
- 競馬の予想屋 - 赤星昇一郎
- 花菱会幹部 - 伊藤洋三郎
- その他 - 鈴木麻衣花、志賀圭二郎、小柳友貴美、古川智志、豊田孝治、岩本悠介、石黒久也、近藤淳子、一木美名子　ほか

### スタッフ
- 脚本 - 深沢正樹
- 演出 - 水谷俊之
- 撮影 - 志賀葉一
- 選曲 - 石井和之
- 音響効果 - スポット
- 技術協力 - ビデオフォーカス
- 美術協力 - KHKアート
- 技斗 - 高瀬将嗣
- 制作協力 - 国際放映
- 企画 - 金井卓也、太田大
- プロデューサー - 菅井敦・井上竜太（ホリプロ）
- 制作 - フジテレビ
- 制作著作 - ホリプロ